# 徐培光
徐培光（？—？），字葆常，貴州省貴陽府修文縣人，清朝政治人物、進士出身。
光緒十五年（1889年）己丑科進士，三甲五十六名，同年五月，著交吏部掣签，分发各省以知县即用。后官湖北蘄水知縣。